# 리드-스텐버그 세포

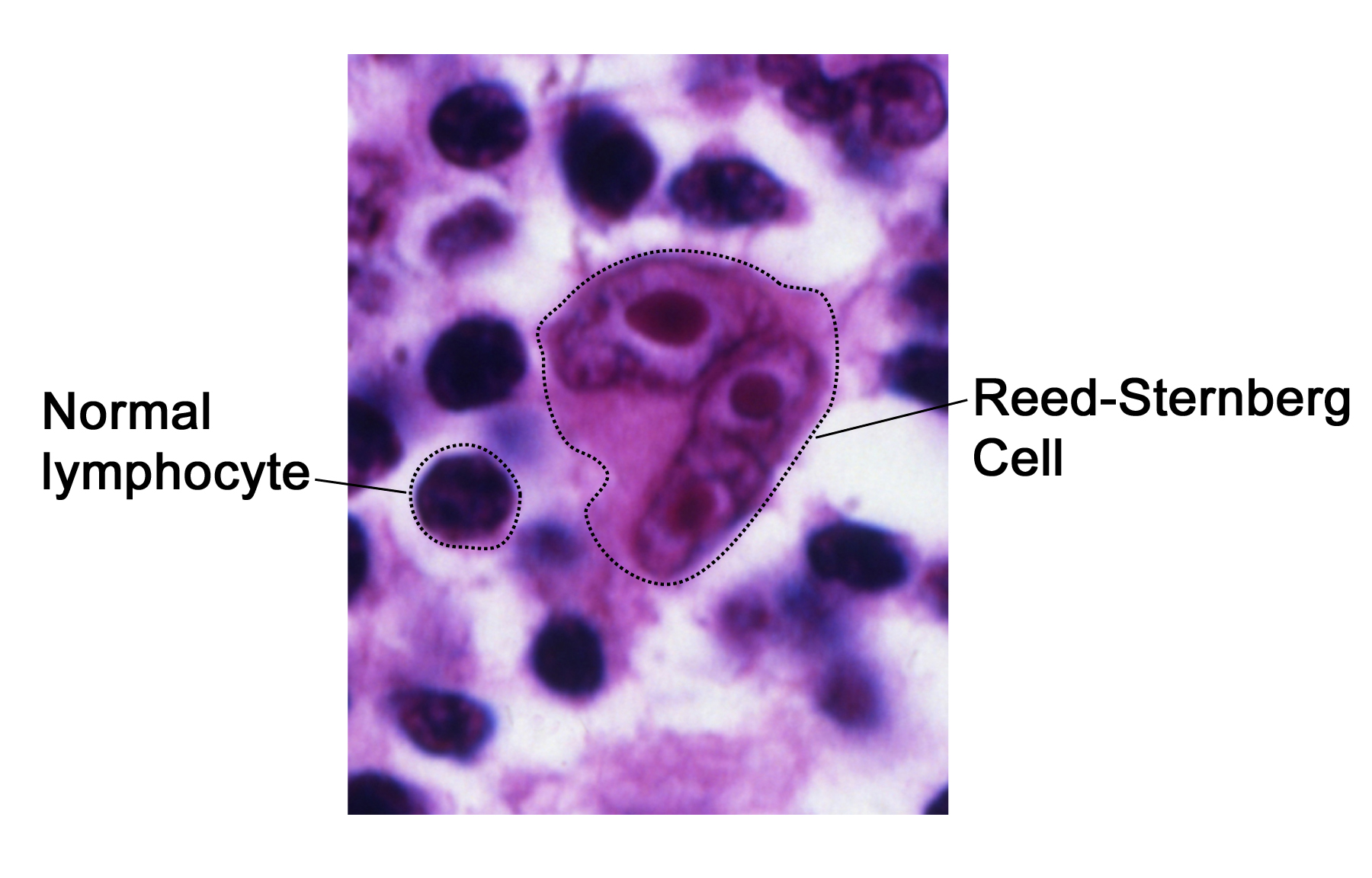
전형적인 리드-스텐버그 세포를 보여주는 현미경 사진

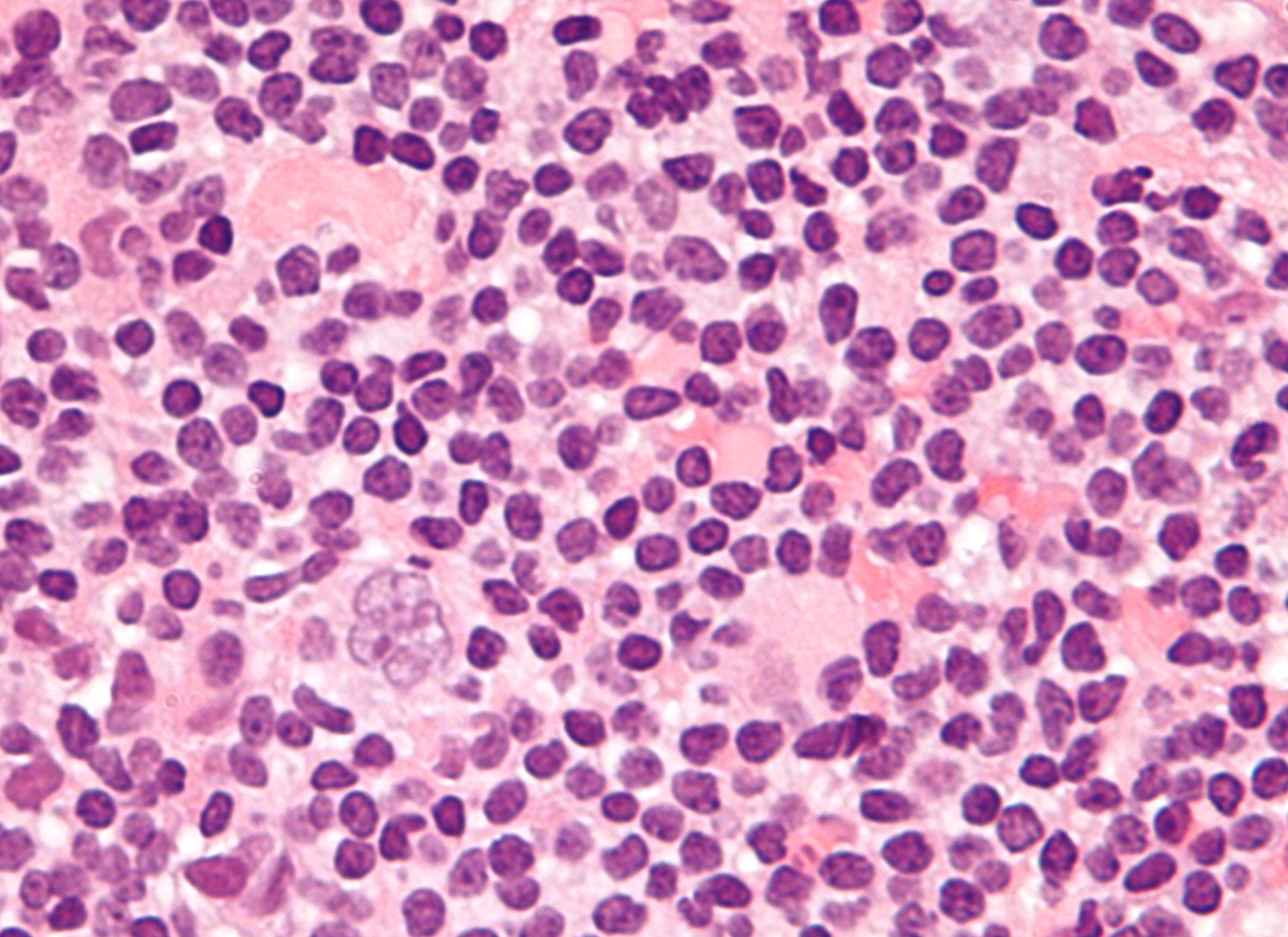
결절성 림프구가 우세한 호지킨 림프종에서 보이는 리드-스턴버그 세포 변종인 "팝콘 세포"를 보여주는 현미경 사진. H&E 얼룩

리드-스텐버그 세포(특정 유형에 대해 라쿠나 히스티아 세포라고도 함)는 호지킨 림프종을 가진 개인의 생체 검사에서 현미경 검사로 발견되는 독특하고 거대한 세포이다. 보통 오래전에 손상된 생식 중심 B세포로 간주되는 B 림프구에서 파생된다. 대부분의 경우, 리드-스텐버그 세포의 면역글로불린 유전자는 V(D)J 재조합과 체세포 과변이를 모두 거치며 생식기 중심 또는 생식기 후 중심 B세포에서 기원을 확립했다. B세포의 유전적 특징에도 불구하고, 고전적인 호지킨 림프종의 리드-스텐버그 세포는 면역글로불린 유전자를 포함한 대부분의 B 세포 특이적 유전자를 발현하지 못한다. 유전자 발현의 이러한 전반적인 재프로그래밍의 원인은 아직 완전히 설명되지 않았다. 아마도 불확실한 병인의 광범위한 후생유전학적 변화의 결과일 것이지만, 부분적으로 체세포 과변이 동안 획득된 소위 "삐걱거리는" 돌연변이의 결과이다. B세포의 바다에 맞서서 보면, 그것들은 조직에 나방처럼 보이는 외관을 제공한다.
리드-스텐버그 세포는 크기가 크고(30-50 마이크론) 다핵형이거나 호산구성 포함 유사 핵올리(따라서 "올빼미 눈" 모양을 닮은)를 가진 빌로베드 핵을 가지고 있다. 리드-스텐버그 세포는 음성인 림프구 우세형을 제외하고는 CD30과 CD15 양성이지만, 일반적으로 CD20과 CD45에 양성이다. 이러한 세포들의 존재는 호지킨 림프종의 진단에 필수적이다. 리드-스텐버그 세포의 부재는 매우 높은 음의 예측값을 가지고 있다. 이러한 세포들의 존재는 주로 면역조직화학에서 바이오마커의 사용에 의해 확인된다. 또한 이들은 반응성 림프샘병증(외관상 RS, 카바마제핀 관련 림프샘병증)에서 발견될 수 있으며, 다른 유형의 비호지킨 림프종에서는 매우 드물다. 역형성 대세포 림프종도 RS 유사 세포를 보일 수 있다.

## 역사
호지킨병에 대한 최초의 현미경 기술을 제공한 도로시 리드 멘덴홀(Dorothy Reed Mendenhall)과 칼 스턴버그(Carl Sternberg)의 이름을 따서 명명되었다.

## 병리학

### 호지킨 림프종
리드-스텐버그 세포(RSC)의 특이한 유형은 포르말린에 고정되면 세포질이 수축하기 때문에 핵 사이에 빈 공간(lacunae)이 생긴다. 이게 호지킨 림프종의 결절성 경화증 특징이다.
말린 RSCs(콤팩트 핵, 호염성 세포질, 핵 없음)는 고대 호지킨 림프종과도 관련이 있는 반면 팝콘 세포(초엽 핵과 작은 핵을 가진 작은 세포)는 리드-스텐버그 세포의 림프조직세포(L-H) 변종이며 결절성 림프구 우세 호지킨 림프종(NLPHL)과 관련이 있다.
그러나 RSC 및 하나의 RSC 세포주(L1236 세포) 혹은 다른 RSC 세포주는 매우 높은 수준의 ALOX15(즉, 15-리폭시게나제-1) 또는 ALOX15B(즉, 15-리폭시게나제-2)를 발현하며, 아라키돈산 대사산물의 15-하이드로페록시예이코사테트라에노산 계열을 포함하는 광범위한 생물활성 산물로 아라키돈산 및 다양한 다른 다중 불포화 지방산을 대사시키는 효소이다. 이것은 림프구가 ALOX15를 거의 발현하지 않는다는 점에서 특이하다. ALOX15 또는 ALOX15B는 아마도 그것의 아라키돈산 유래 산물 중 하나인 에옥신을 통해 작동하여 호지킨 림프종의 발생 또는 형태학에 기여하는 것으로 제안된다.

## 같이 보기
- 호지킨 림프종
- 비호지킨 림프종